# Älskling, jag krympte barnen
Älskling, jag krympte barnen (engelska: Honey, I Shrunk the Kids) är en amerikansk science fiction-komedifilm som hade biopremiär i USA den 23 juni 1989. Med filmen debuterade Joe Johnston som regissör, och producerade gjorde Walt Disney Pictures. Filmen fick uppföljarna Älskling, jag förstorade barnet och Älskling, vi krympte oss själva.

## Handling
Filmen utspelar sig i Fresno i Kalifornien där uppfinnaren Wayne Szalinski, med en elektromagnetisk förminskningsstråle av misstag råkar krympa sina barn, Amy Szalinski och Nick Szalinski. Till sin fru, Diane, säger Wayne orden som blivit filmtiteln. Även familjen Thompson, familjen Szalinskis grannar, blir indragna i detta osannolika drama...

## Roller
- Rick Moranis - Wayne Szalinski
- Marcia Strassman - Diane Szalinski
- Amy O'Neill - Amy Szalinski
- Robert Oliveri - Nick Szalinski
- Matt Frewer - Russ Thompson, Sr.
- Kristine Sutherland - Mae Thompson
- Thomas Wilson Brown - Russ Thompson, Jr.
- Jared Rushton - Ron Thompson
- Carl Steven - Tommy Pervis
- Mark L. Taylor - Donald "Don" Forrester
- Craig Richard Nelson - Prof. Frederickson
- Frank Welker - (röst)

### Fotnoter
1. ↑  Boxoffice Mojo
2. ↑  ”Honey, I Shrunk the Kids” (på engelska). Box Office Mojo. 23 juni 1989. http://www.boxofficemojo.com/movies/?id=honeyishrunkthekids.htm. Läst 7 september 2016.